# Joegoslavië op de Olympische Zomerspelen 1948
Joegoslavië nam deel aan de Olympische Zomerspelen 1948 in Londen, Engeland. Net als bij de vorige editie werd geen goud gewonnen, maar wel waren er nu twee zilveren medailles.

## Medailleoverzicht
| Sport    | Olympiër | Onderdeel          | Medaille |
| -------- | --- | ------------------ | -------- |
| Atletiek | Ivan Gubijan | kogelslingeren (m) | Zilver   |
| Voetbal  | Franjo Šoštarič Miroslav Brozović Branko Stanković Zlatko Čajkovski Aleksandar Atanacković Prvoslav Mihajlović Rajko Mitić Franjo Wölfl Stjepan Bobek Željko Čajkovski Ljubomir Lovrić Zvonko Cimermančić Bernard Vukas Ivan-Oskar Jazbinšek Ratko Kacijan Frane Matošić Bela Palfi Miodrag Jovanović Kosta Tomašević Josip Takač Božo Broketa Aleksandar Petrović | mannen             | Zilver   |

## Deelnemers en resultaten
(m) = mannen, (v) = vrouwen 

### Atletiek
| Olympiër                                                  | Discipline             | Resultaat | Prestatie                                            |
| --------------------------------------------------------- | ---------------------- | --------- | ---------------------------------------------------- |
| Marko Račič                                               | 400m (m)               | 23e       | serie 1: 2de in 50,5 kwartfinale 3: 6de in 52,1      |
| Zvonko Sabolović                                          | 400m (m)               | 18e       | serie 3: 1ste in 49,9 kwartfinale 1: 5de in 49,5     |
| Petar Šegedin                                             | 3000m steeplechase (m) | 6e        | serie 2: 3de in 9.25,0 finale: 6de in 9.20,4         |
| Đorđe Stefanović                                          | 3000m steeplechase (m) | onbekend  | serie 1: 5de in 9.39,6                               |
| Jerko Bulić Aleksandar Ćosić Marko Račič Zvonko Sabolović | 4x400m (m)             | 12e       | serie 3: 4de in 3.25,4                               |
| Danilo Žerjal                                             | discuswerpen (m)       | 16e       | kwalificatie: 16de met 43,07m                        |
| Dušan Vujačić                                             | speerwerpen (m)        | 15e       | kwalificatie: 15de met 57,62m                        |
| Mirko Vujačić                                             | speerwerpen (m)        | 7e        | kwalificatie: 8ste met 62,53m finale: 7de met 64,89m |
| Ivan Gubijan                                              | kogelslingeren (m)     | Zilver    | kwalificatie: 8ste met 50,44m finale: 2de met 54,27m |
| Davorin Marčelja                                          | tienkamp (m)           | 18e       | 6141 punten                                          |
| Oto Rebula                                                | tienkamp (m)           | DNF       | niet gefinisht                                       |
|                                                           |                        |           |                                                      |
| Alma Butia                                                | 100m (v)               | series    | serie 8: 5de in 13,6                                 |
| Alma Butia                                                | 200m (v)               | 15e       | serie 4: 5de in 25,8                                 |
| Marija Radosavljević                                      | kogelstoten (v)        | 7e        | kwalificatie: 9de finale: 7de met 12,355m            |
| Julija Matej                                              | discuswerpen (v)       | 21e       | 30,25m                                               |

### Roeien
| Olympiër | Discipline      | Resultaat | Prestatie                                             |
| --- | --------------- | --------- | ----------------------------------------------------- |
| Dragutin Petrovečki | skiff (m)       | 14e       | serie 2: 3de in 8.17,3 herkansingen: 3de in 8.17,3    |
| Vladeta Ristić Marko Horvatin Duško Ðorđević Predrag Sarić                                                                                | twee-met (m)    | 4e        | serie 1: 1ste in 7.59,0 halve finale 3: 2de in 8.07,9 |
| Petar Ozretić Ivo Lipanović Mate Mojtić Klement Alujević                                                                                  | vier-zonder (m) | 9e        |                                                       |
| Šime Bujas Stipe Krnčević Jakov Labura Daniel Krnćević Duško Ðorđević                                                                     | vier-met (m)    | 15e       | serie 2: 2de in 7.08,0 herkansingen: 2de in 7.13,5    |
| Mile Petrović Sreta Novičić Sveto Drenovac Branko Becić Ivan Telesmanić Karlo Pavlenć Slobodan Jovanović Bogdan Sirotanović Predrag Sarić | acht (m)        | 10e       | serie 4: 2de in 6.16,2 herkansingen: 3de in 6.19,1    |

### Turnen
| Olympiër | Discipline               | Resultaat | Prestatie      |
| --- | ------------------------ | --------- | -------------- |
| Stjepan Boltižar | rekstok (m)              | 95e       | 26,10 punten   |
| Konrad Grilc | rekstok (m)              | 44e       | 35,90 punten   |
| Karel Janež | rekstok (m)              | 113e      | 16,00 punten   |
| Drago Jelić | rekstok (m)              | 61e       | 33,90 punten   |
| Ivica Jelić | rekstok (m)              | 92e       | 27,00 punten   |
| Josip Kujundžić | rekstok (m)              | 46e       | 35,50 punten   |
| Miro Longyka | rekstok (m)              | 61e       | 33,90 punten   |
| Jakob Šubelj | rekstok (m)              | 93e       | 26,40 punten   |
| Stjepan Boltižar | brug (m)                 | 87e       | 30,70 punten   |
| Konrad Grilc | brug (m)                 | 44e       | 35,70 punten   |
| Karel Janež | brug (m)                 | 92e       | 29,00 punten   |
| Drago Jelić | brug (m)                 | 96e       | 28,45 punten   |
| Ivica Jelić | brug (m)                 | 92e       | 29,00 punten   |
| Josip Kujundžić | brug (m)                 | 56e       | 34,50 punten   |
| Miro Longyka | brug (m)                 | 86e       | 31,10 punten   |
| Jakob Šubelj | brug (m)                 | 105e      | 24,80 punten   |
| Stjepan Boltižar | ringen (m)               | 67e       | 33,50 punten   |
| Konrad Grilc | ringen (m)               | 52e       | 34,80 punten   |
| Karel Janež | ringen (m)               | 111e      | 21,80 punten   |
| Drago Jelić | ringen (m)               | 80e       | 32,40 punten   |
| Ivica Jelić | ringen (m)               | 59e       | 34,30 punten   |
| Josip Kujundžić | ringen (m)               | 78e       | 32,50 punten   |
| Miro Longyka | ringen (m)               | 77e       | 32,60 punten   |
| Jakob Šubelj | ringen (m)               | 103e      | 27,80 punten   |
| Stjepan Boltižar | paard voltige (m)        | 65e       | 32,80 punten   |
| Konrad Grilc | paard voltige (m)        | 41e       | 35,60 punten   |
| Karel Janež | paard voltige (m)        | 95e       | 23,60 punten   |
| Drago Jelić | paard voltige (m)        | 66e       | 32,75 punten   |
| Ivica Jelić | paard voltige (m)        | 64e       | 32,90 punten   |
| Josip Kujundžić | paard voltige (m)        | 72e       | 32,00 punten   |
| Miro Longyka | paard voltige (m)        | 78e       | 29,60 punten   |
| Jakob Šubelj | paard voltige (m)        | 81e       | 29,25 punten   |
| Stjepan Boltižar | vloer (m)                | 69e       | 33,80 punten   |
| Konrad Grilc | vloer (m)                | 61e       | 34,35 punten   |
| Karel Janež | vloer (m)                | 92e       | 29,85 punten   |
| Drago Jelić | vloer (m)                | 91e       | 29,90 punten   |
| Ivica Jelić | vloer (m)                | 81e       | 31,75 punten   |
| Josip Kujundžić | vloer (m)                | 14e       | 37,10 punten   |
| Miro Longyka | vloer (m)                | 50e       | 35,70 punten   |
| Jakob Šubelj | vloer (m)                | 74e       | 33,15 punten   |
| Stjepan Boltižar | sprong (m)               | 91e       | 32,00 punten   |
| Konrad Grilc | sprong (m)               | 44e       | 36,70 punten   |
| Karel Janež | sprong (m)               | 90e       | 32,20 punten   |
| Drago Jelić | sprong (m)               | 75e       | 34,40 punten   |
| Ivica Jelić | sprong (m)               | 40e       | 36,80 punten   |
| Josip Kujundžić | sprong (m)               | 28e       | 37,30 punten   |
| Miro Longyka | sprong (m)               | 23e       | 37,50 punten   |
| Jakob Šubelj | sprong (m)               | 32e       | 37,10 punten   |
| Stjepan Boltižar | individuele meerkamp (m) | 78e       | 188,90 punten  |
| Konrad Grilc | individuele meerkamp (m) | 46e       | 213,05 punten  |
| Karel Janež | individuele meerkamp (m) | 103e      | 152,45 punten  |
| Drago Jelić | individuele meerkamp (m) | 75e       | 191,80 punten  |
| Ivica Jelić | individuele meerkamp (m) | 76e       | 191,75 punten  |
| Josip Kujundžić | individuele meerkamp (m) | 54e       | 208,90 punten  |
| Miro Longyka | individuele meerkamp (m) | 71e       | 200,40 punten  |
| Jakob Šubelj | individuele meerkamp (m) | 85e       | 178,50 punten  |
| Stjepan Boltižar Konrad Grilc Karel Janež Drago Jelić Ivica Jelić Josip Kujundžić Miro Longyka Jakob Šubelj           | meerkamp team (m)        | 10e       | 1194,80 punten |
| |                          |           |                |
| Vida Gerbec Dragana Đorđević Ruža Vojsk Draginja Đipalović Tanja Žutić Dragica Basletić Zlatica Mijatović ^Neža Černe | meerkamp team (v)        | 7e        | 397,90 punten  |

### Voetbal
| Olympiër | Discipline | Resultaat | Prestatie |
| --- | ---------- | --------- | --- |
| Ljubomir Lovrić Miroslav Brozović Branko Stanković Zlatko Čajkovski Miodrag Jovanović Aleksandar Atanacković Zvonko Cimermančić Rajko Mitić Stjepan Bobek Željko Čajkovski Bernard Vukas Franjo Šoštarić Prvoslav Mihajlović Franjo Velfl Kosta Tomašević | mannen     | Zilver    | voorronde: vrij 1ste ronde: W van Luxemburg: 6-1 kwartfinale: W van Turkije: 3-1 halve finale: W van Groot-Brittannië: 3-1 finale: V van Zweden: 1-3 |

### Waterpolo
| Olympiër | Discipline | Resultaat | Prestatie                                                                                        |
| --- | ---------- | --------- | ------------------------------------------------------------------------------------------------ |
| Zdravko-Ćiro Kovačić Veljko Bakašun Ivo Giovanelli Ivo Kurtini Marko Brainović Luka Ciganović Božo Grkinić Juraj Amšel Ivo Štakula | mannen     | 9e        | groep D: 2de W van Australië: 12-3 G van Italië: 4-4 2de ronde groep I: 3de V van Hongarije: 1-3 |

### Wielersport
| Olympiër                                                          | Discipline            | Resultaat | Prestatie      |
| ----------------------------------------------------------------- | --------------------- | --------- | -------------- |
| Milan Poredski                                                    | wegwedstrijd (m)      | DNF       | niet gefinisht |
| August Prosenik                                                   | wegwedstrijd (m)      | DNF       | niet gefinisht |
| Aleksandar Strain                                                 | wegwedstrijd (m)      | DNF       | niet gefinisht |
| Aleksandar Zorić                                                  | wegwedstrijd (m)      | DNF       | niet gefinisht |
| Milan Poredski August Prosenik Aleksandar Strain Aleksandar Zorić | wegwedstrijd team (m) | DNF       | niet gefinisht |

### Zwemmen
| Olympiër                                            | Discipline            | Resultaat | Prestatie                                                                  |
| --------------------------------------------------- | --------------------- | --------- | -------------------------------------------------------------------------- |
| Janko Puhar                                         | 400m vrije slag (m)   | 11e       | series: 14de in 5.00,8 halve finale: 11de in 4.58,7                        |
| Marijan Stipetić                                    | 400m vrije slag (m)   | 10e       | series: 15de in 5.01,4 halve finale: 10de in 4.58,6                        |
| Branko Vidović                                      | 400m vrije slag (m)   | 13e       | series: 13de in 4.58,7 halve finale: 13de in 4.59,4                        |
| Vanja Illić                                         | 1500m vrije slag (m)  | 28e       | series: 28ste in 21.17,0                                                   |
| Janko Puhar                                         | 1500m vrije slag (m)  | 5e        | series: 14de in 5.00,8 halve finale: 6de in 20.12,9 finale: 5de in 20.10,7 |
| Marijan Stipetić                                    | 1500m vrije slag (m)  | 34e       | series: 34ste in 21.45,1                                                   |
| Tone Cerer                                          | 200m schoolslag (m)   | 5e        | series: 5de in 2.46,3 halve finale: 8ste in 2.47,3 finale: 5de in 2.46,1   |
| Vanja Illić Ciril Pelhan Janko Puhar Branko Vidović | 4x200m vrije slag (m) | 5e        | serie 2: 2de in 9.12,4 finale: 5de in 9.14,0                               |

Afghanistan · Argentinië · Australië · België · Bermuda · Birma · Brazilië · Brits-Guiana · Canada · Ceylon · Chili · Colombia · Cuba · Denemarken · Egypte · Filipijnen · Finland · Frankrijk · Griekenland · Groot-Brittannië · Hongarije · Ierland · IJsland · India · Irak · Iran · Italië · Jamaica · Joegoslavië · Libanon · Liechtenstein · Luxemburg · Malta · Mexico · Monaco · Nederland · Nieuw-Zeeland · Noorwegen · Oostenrijk · Pakistan · Panama · Peru · Polen · Portugal · Puerto Rico · Republiek China · Singapore · Spanje · Syrië · Trinidad en Tobago · Tsjecho-Slowakije · Turkije · Uruguay · Venezuela · Verenigde Staten · Zuid-Afrika · Zuid-Korea · Zweden · Zwitserland